# Heterolaophonte manifera
Heterolaophonte manifera är en kräftdjursart som först beskrevs av C. B. Wilson 1932.  Heterolaophonte manifera ingår i släktet Heterolaophonte och familjen Laophontidae. Inga underarter finns listade i Catalogue of Life.